# Lawrence Gowan
Lawrence Gowan (Glasgow, 22 november 1956) is een Canadese muzikant. Lawrence Gowan is lid van de band Styx, waar hij zanger is en met de keyboards werkt.
In 2006 werd het huis van Lawrence Gowan gebruikt in MTV's Cribs.

## Prijzen en nominaties
Nominaties van Lawrence Gowan voor de Juno Award:
- 1983 - Meest belovende mannelijke zanger van het jaar,
- 1985 - Album van het jaar: Strange Animal,
- 1985 - Single van het jaar: A Criminal Mind,
- 1985, 1987, 1991 - Mannelijk zanger van het jaar,
- 1987 - Canadees entertainer van het jaar,
- 1987 - Album van het jaar: Great Dirty World,
- 1985 - won Juno voor de beste albumsafbeeldingen. - Rob MacIntyre/Dimo Safari/Strange Animal/Gowan

Op 16 november 1998 kreeg Gowan de Prestigious National Achievement Award van de Canadese Maatschappij van Componisten, Auteurs, en Uitgevers.
In het jaar 2003, kreeg Lawrence samen met drie andere muzikanten van wie hun liedjes meer als 100.000 keer op de radio gedraaid waren, de SOCAN Award voor zijn lied "Moonlight Desires".

## Discografie

### Singles
| Jaar | Titel                          | Positie in lijst   | Positie in lijst      |                                         |
| Jaar | Titel                          | Canada RPM TOP 100 | Canada RPM A/C CHARTS | Album                                   |
| ---- | ------------------------------ | ------------------ | --------------------- | --------------------------------------- |
| 1982 | "Keep Up The Fight"            |                    |                       | Gowan                                   |
| 1982 | "Make It Alone"                |                    |                       | Gowan                                   |
| 1985 | "A Criminal Mind"              | 5                  | 14                    | Strange Animal                          |
| 1985 | "(You're A) Strange Animal"    | 15                 |                       | Strange Animal                          |
| 1985 | "Guerilla Soldier"             | 40                 |                       | Strange Animal                          |
| 1985 | "Cosmetics"                    | 41                 |                       | Strange Animal                          |
| 1987 | "Moonlight Desires"            | 10                 | 2                     | Great Dirty World                       |
| 1987 | "Awake The Giant"              | 36                 |                       | Great Dirty World                       |
| 1987 | "Living In The Golden Age"     | 78                 |                       | Great Dirty World                       |
| 1990 | "All The Lovers In The World"  | 6                  | 6                     | Lost Brotherhood                        |
| 1990 | "Lost Brotherhood"             | 44                 |                       | Lost Brotherhood                        |
| 1990 | "Out Of A Deeper Hunger"       | 36                 | 17                    | Lost Brotherhood                        |
| 1993 | "When There's Time (For Love)" | 6                  | 11                    | ...but you can call me Larry            |
| 1994 | "Dancing On My Own Ground"     | 15                 | 17                    | ...but you can call me Larry            |
| 1994 | "Soul's Road"                  | 13                 | 15                    | ...but you can call me Larry            |
| 1994 | "Your Stone Walls"             | 46                 |                       | ...but you can call me Larry            |
| 1995 | "Heart Of Gold"                | 88                 | 46                    | Borrowed Tunes: A Tribute to Neil Young |
| 1995 | "I'll Be There In A Minute"    | 41                 |                       | The Good Catches Up                     |
| 1995 | "Guns and God"                 | 14                 | 20                    | The Good Catches Up                     |
| 1996 | "Laura"                        |                    | 33                    | The Good Catches Up                     |
| 1996 | "The Good Catches Up"          | 18                 | 21                    | The Good Catches Up                     |
| 1997 | "Get It While You Can"         | 21                 |                       | The Good Catches Up                     |
| 1997 | "Healing Waters"               |                    | 13                    | Best of...                              |

### Albums
| Datum van uitgave | Titel                        | Positie in hitlijst     |
| Datum van uitgave | Titel                        | Canada RPM Album charts |
| ----------------- | ---------------------------- | ----------------------- |
| September 1982    | Gowan                        | 82                      |
| Januari 1985      | Strange Animal               | 5                       |
| Maart 1987        | Great Dirty World            | 4                       |
| Juli 1990         | Lost Brotherhood             | 26                      |
| September 1993    | ...but you can call me Larry | 60                      |
| November 1995     | The Good Catches Up          |                         |
| Oktober 1997      | Best of...                   | 87                      |

#### Livealbums
- 1996 No Kilt Tonight
- 1997 Gowan au Quebec
- 1998 Home Field

### Live-dvd
- 2006  Gowan live in concert